# Нижнерепина
Нижнерепина — деревня в Тобольском районе Тюменской области, входит в состав Булашовского сельского поселения.
На берегу речки Аталык. Дороги с твердым покрытием, автобусное сообщение.

## Население
| 2010 |
| ---- |
| 8    |